# Hanigalbat
Hanigalbat (KURḫa-ni-gal/kal-bat) egy nyugat-mezopotámiai, Arrapha környéki terület asszír földrajzi neve. Később politikai egységgé is vált, miután a térségben létrejött Mitanni. Mitanni bukása után asszír fennhatóság alá került, és a közigazgatási egységet is Hanigalbatnak nevezték. Egészen az újasszír korig létezett, amikor kisebb egységekre bontották, és területén alakultak ki Kár Sulmánu-asarídu, Dúru, Harránu, Izalla, Guzána, Laké és Subu tartományok.
A térség földrajzi meghatározása kissé változó az idők során. Eredetileg a Hábur felső folyását jelentette, amely a Középső-Tigristől közvetlenül nyugatra helyezkedik el, azaz Asszíria magterületeivel határos. Később a Hábur teljes folyását az Eufráteszig, majd a Háburtól nyugatra az Eufrátesz nagy kanyarjáig – tehát Karkemisig – Hanigalbat néven nevezték. Ekkor tehát az a terület volt Hanigalbat, amelyik Asszíriát elválasztotta az Eufrátesztől, és ilyen módon mindig is Asszíria elsődleges hadászati célpontja volt. Többször próbálták elfoglalni, amelyet a hettiták és hurrik rendre megakadályoztak. Az i. e. 13. században annektálták huzamosabb időre, amely után – leszámítva a közép- és újasszír kor közti rövid átmenetet – egészen Asszíria bukásáig, vagyis i. e. 612-ig a része maradt. Ekkor az Újbabiloni Birodalom foglalta el, majd a perzsák (Óperzsa Birodalom), de ekkor már nem Hanigalbat volt a neve, közigazgatási, politikai egysége nem maradt fenn.